# Paradieselstern
Die Paradieselstern (Astrapia) sind eine Gattung aus der Familie der Paradiesvögel (Paradisaeidae). Zu ihr gehören fünf Arten, die auf Neuguinea vorkommen und dort weitgehend unterschiedliche Regionen besiedeln. Lediglich bei der Stephanie-Paradieselster und der Schmalschwanz-Paradieselster überlappt sich das Verbreitungsgebiet teilweise.
Paradieselstern sind vergleichsweise kleine, kompakt gebaute Vögel, bei denen die Männchen und bei einigen Arten auch die Weibchen ein extrem verlängertes mittleres Steuerfederpaar haben. Bei der Schmalschwanzparadieselster können diese zwei verlängerten Steuerfedern eine Länge von etwas mehr als einem Meter erreichen. Die einzelnen Arten sind unterschiedlich gut erforscht. Bei drei Arten, nämlich der Blaubrust-Paradieselster, der Fächer-Paradieselster und der Pracht-Paradieselster ist über Lebensweise und Fortpflanzungsbiologie kaum etwas bekannt.
Die IUCN stuft die Schmalschwanz-Paradies als potentiell gefährdet (near threatened ein.). Die übrigen Arten gelten als nicht gefährdet (least concern).

## Beschreibung

### Anatomische Merkmale
Die Schädelbau der Paradieselstern ist fast identisch mit denen der Gattung der Eigentlichen Paradiesvögel. Es gibt lediglich ein Merkmal, das denen der Manukoden ähnelt. Eine äußerliche Ähnlichkeit besteht aber auch mit den Reifelvögeln, den Strahlenparadiesvögeln und den Pracht-Kragenparadiesvögeln, die wie die Paradieselstern Gattungen der Unterfamilie der Eigentlichen Paradiesvögel sind. 
Der Schnabel der Paradieselstern ist schlank und um etwa 20 Prozent länger als der Kopf. Er ist bei allen fünf Arten bei beiden Geschlechter fast gleich lang und am Ende leicht nach unten gebogen. Ein Geschlechtsdimorphismus besteht nicht nur im Gefieder, sondern auch in der Körpergröße. Die Männchen sind etwa 10 Prozent größer als die Weibchen. Die Nasenlöcher sind teilweise mit Federn bedeckt.

### Schwanzgefieder

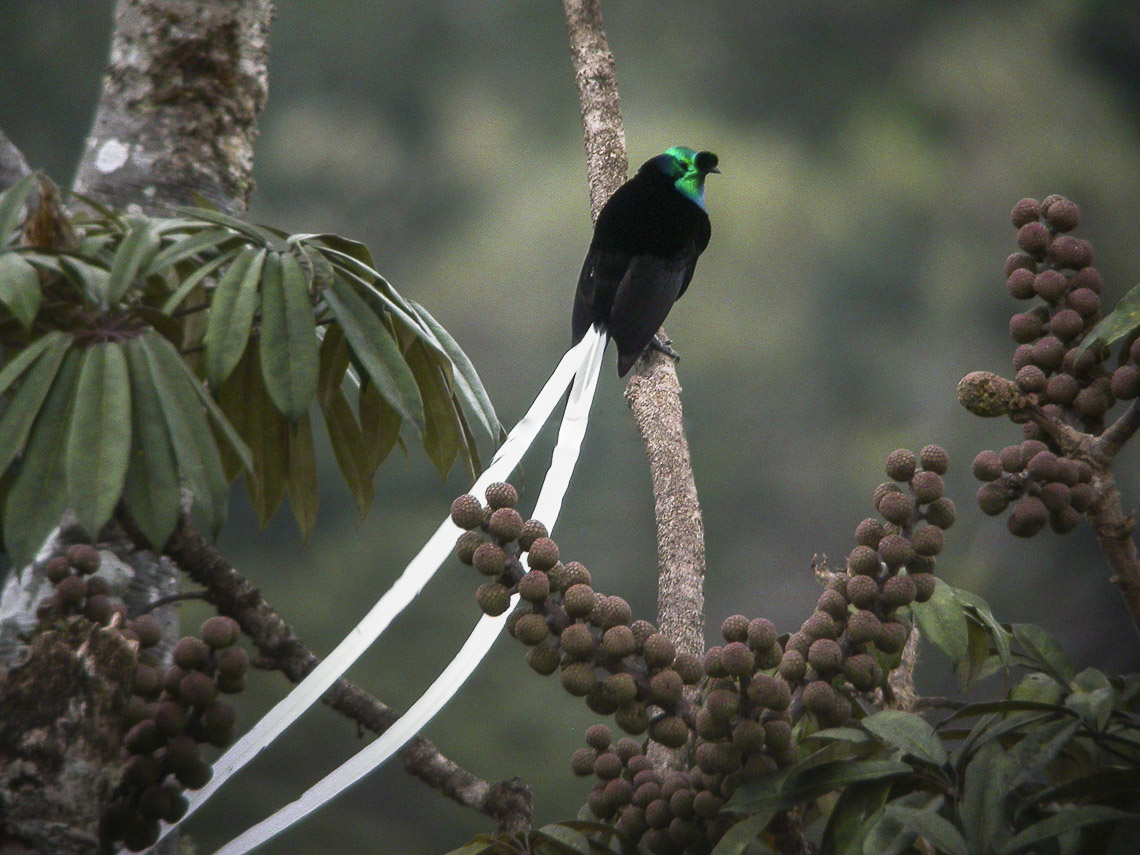
Schmalschwanz-Paradieselster

Das Schwanzgefieder ist stark gestuft, das mittlere Steuerfederpaar ist dabei bei allen Arten stark verlängert und ist zwischen 6 und 16 mal länger als das jeweils kürzeste Steuerfederpaar. Die Form des mittleren Steuerfederpaars ist unterschiedlich: Es kann auffällig verbreitert sein, sehr schmal und in einer schwarzen Spitze enden oder am Ende spatenförmig verbreitert sein. Bei vier Arten werden die mittleren Steuerfedern mit zunehmendem Alter länger, wogegen sich bei der Stephanie-Paradieselster und der Schmalschwanz-Paradieselster die übrigen Steuerfederpaaren verkürzen, so dass sich der Längenkontrast des Schwanzgefieders erhöht. Lediglich bei der Pracht-Paradieselster wird dias mittlere Steuerfederpaar mit zunehmendem Alter kürzer.

### Übriges Gefieder
Das Gefieder ist bei allen Arten sehr dunkel. Insbesondere bei den Männchen irisiert es sehr stark Die Weibchen, die ebenfalls ein verlängertes Schwanzgefieder haben, sind dagegen matter gefärbt. Auf der Körperoberseite und der Brust sind sie gewöhnlich schwarzbräunlich, die Körperunterseite ist dagegen rotbraun bis schwärzlich mit einer feinen Querbänderung auf dem Unterbauch. Mehrere Männchen haben auffällig glänzende Brustbänder, die an den Brustseiten teilweise bis zum Auge hochlaufen. Bei der Blaubrust-Prachtelster sind diese Federn gleichzeitig bis zu 3,6 Zentimeter verlängert und enden insbesondere an den Brustseiten  in stark kupferfarben glänzenden Spitzen, Merkmale wie sie auch bei den Gattungen Drepanornis und Epimachus zu finden sind.

## Verbreitung

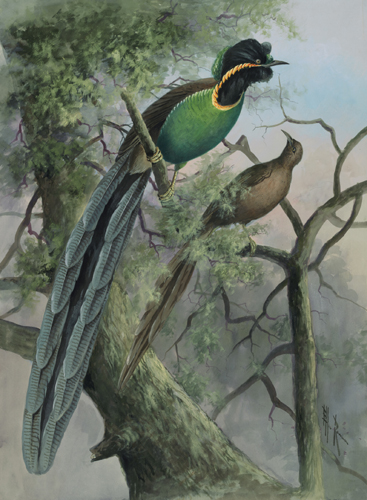
Blaubrust-Paradieselster

Die Paradieselstern kommen ausschließlich auf Neuguinea vor, welches mit einer Fläche von 786.000 km² nach Grönland die zweitgrößte Insel der Erde ist. Die Insel befindet sich im Gebiet des pazifischen Feuerrings, wo die pazifische und die australische Lithosphärenplatte aufeinanderstoßen. Deshalb ist sie von einer Kette von großen Gebirgen durchzogen. Die Paradieselstern sind in ihrer Verbreitung auf diese Gebirge begrenzt und besiedeln zum Teil nur einzelne Gebirgszüge. So ist Verbreitungsschwerpunkt der Fächer-Paradieselster zum Beispiel das Arfakgebirge des Vogelkop, einer Halbinsel im Nordwesten Neuguineas. Mount Hagen und umliegende Gebirge sind der Verbreitungsschwerpunkt der Schmalschwanz-Paradieselster. Die Finisterre Mountains, die Saruwaged Range, die Cromwell und die Rawlinson Mountains auf der Huon-Halbinsel ist der Verbreitungsschwerpunkt der Blaubrust-Paradieselster.

## Fortpflanzung
Alle Paradieselstern sind polygyn, das heißt, dass ein Männchen sich nach Möglichkeit mit mehreren Weibchen paart. Die Weibchen ziehen jeweils den Nachwuchs alleine groß. Für einzelne Arten wie beispielsweise der Stephanie-Paradieselster ist sicher nachgewiesen, dass die Männchen an traditionellen Leks balzen. Es versammeln sich dort zwischen zwei und fünf Männchen.  Das Balzverhalten ist unterschiedlich gut untersucht - typisch ist jedoch, dass die Männchen schnell zwischen zwei Sitzplätzen auf Ästen hin und her hüpfen. Dabei kommt ihr langes Schwanzgefieder besonders stark zur Geltung. 
Die Weibchen verbauen beim Nest unter anderem die Stängel von Orchideen. Die Nester befinden sich gewöhnlich hoch oben in Baumkronen in einer Astgabel. Die Gelege bestehen aus ein bis zwei Eier. Die Eier weisen alle längliche Flecken auf wie dies für die Unterfamilie der Eigentlichen Paradiesvögel typisch ist.

## Paradieselstern und Mensch

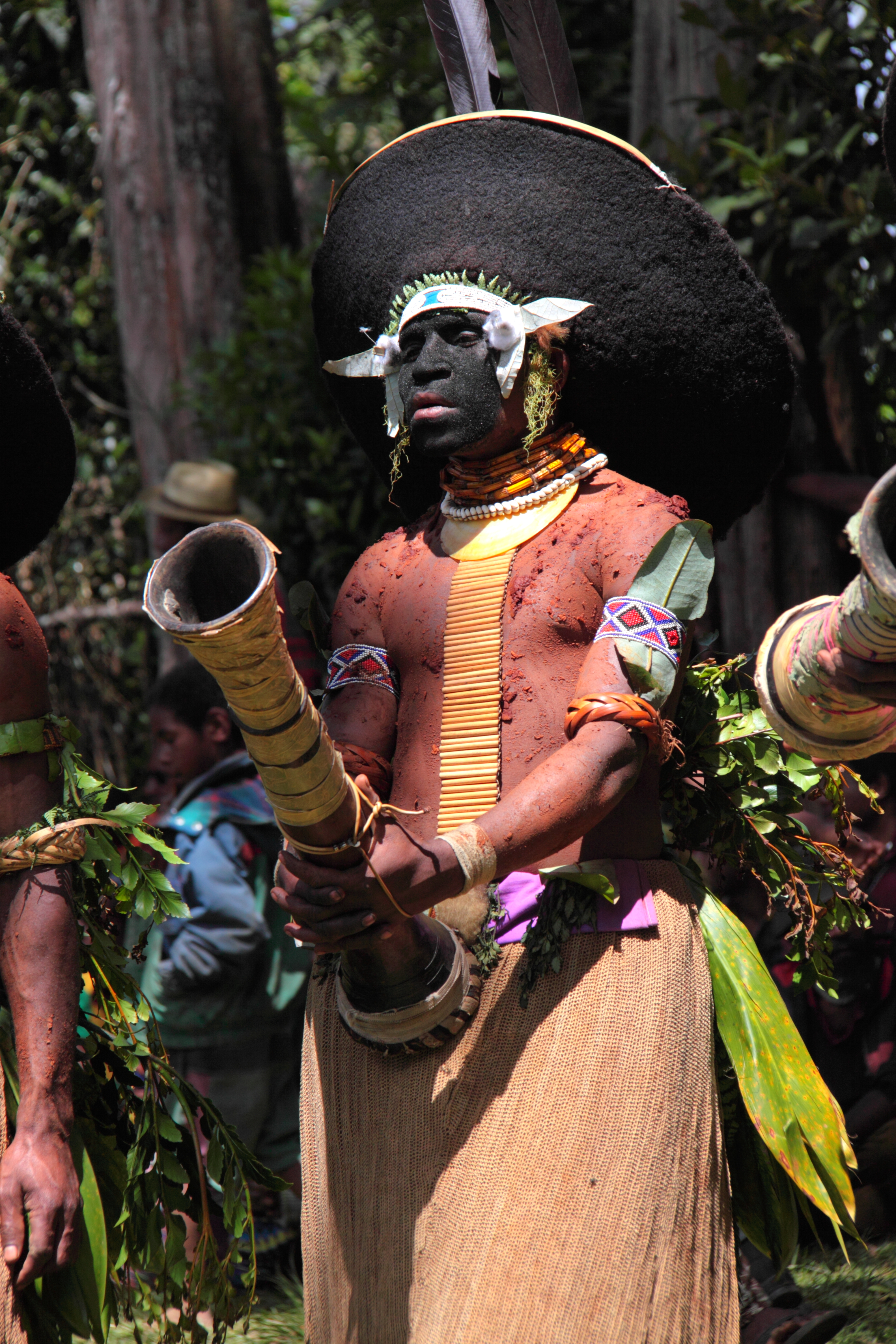
Huli beim Mount-Hagen-Festival. Die Perücke aus Eigenhaar ist oben mit zwei (kaum erkennbaren) Schwanzfedern von Paradieselstern geschmückt.

Paradiesvögel werden von den indigenen Völkern Neuguineas gejagt und ihre Bälge und Federn zu Kopf- und Körperschmuck verarbeitet. Sie sind aus diesem Grund auch ein beliebtes Handelsobjekt. Zu den Arten, die davon betroffen sind, gehören auch die Paradieselstern, wenn allerdings auch in unterschiedlichem Maße. Die Pracht-Paradieselstern scheint beispielsweise zu den Arten zu zählen, die weniger geschätzt und damit auch seltener gejagt werden. Von dem Volk der Nokopo werden dagegen insbesondere die Federn des Männchens der Blaubrust-Paradieselstern geschätzt. Bei der Jagd auf die Stephanie-Paradieselster wird ausgenutzt, dass die Männchen sich an traditionellen Balzplätzen einfinden. Grundsätzlich wird der Einfluss der Jagd auf die Bestandssituation der Paradieselstern als nicht gravierend eingeschätzt. Alle Arten kommen in Gebirgsregionen vor, die sehr abgeschieden und unzugänglich sind. Die Bevölkerungsdichte ist in diesen Regionen sehr niedrig.

## Arten
Die Gattung umfasst fünf Arten:

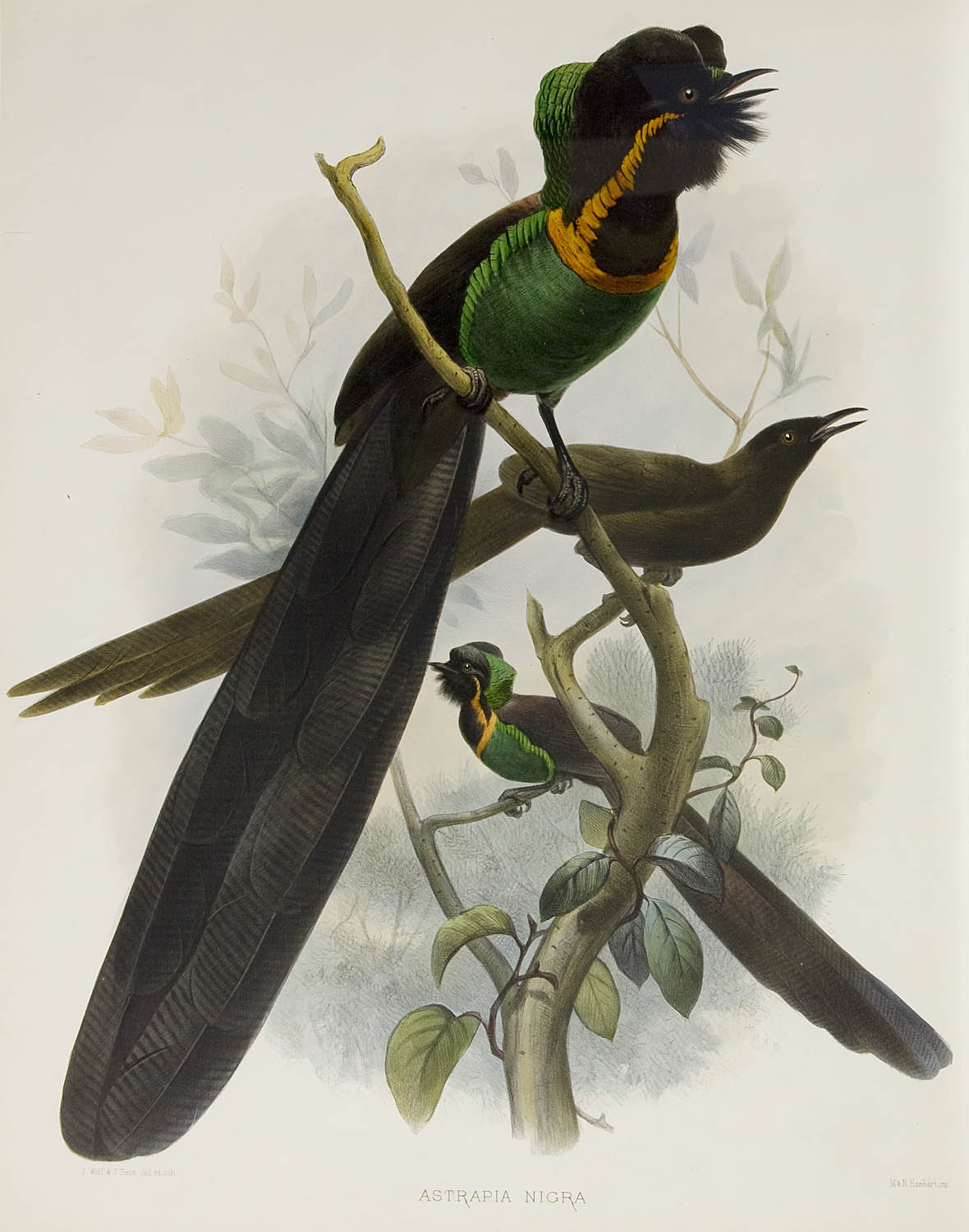
Fächer-Paradieselster

- Schmalschwanz-Paradieselster (Astrapia mayeri Stonor, 1939)[8]
- Schwarzkehl-Paradieselster oder Fächer-Paradieselster (Astrapia nigra (J. F. Gmelin, 1788))[9]
- Rothschild-Paradieselster oder Blaubrust-Paradieselster (Astrapia rothschildii Foerster, 1906)[4]
- Pracht-Paradieselster (Astrapia splendidissima Rothschild, 1895)
  - Astrapia splendidissima splendidissima  Rothschild, 1895 
  - Astrapia splendidissima helios  Mayr, 1936
- Stephanie-Paradieselster (Astrapia stephaniae (Finsch, 1885))[10]
  - Astrapia stephaniae feminina Neumann, 1922
  - Astrapia stephaniae stephaniae (Finsch, 1885)

## Trivia
Die deutsche Bezeichnung und das Artepitheton der Stephanie-Paradieselster wurden zu Ehren von Stephanie von Belgien vergeben, zum Zeitpunkt der wissenschaftlichen Erstbeschreibung Kronprinzessin von Österreich-Ungarn.